# Bonnesvalyn
Bonnesvalyn är en kommun i departementet Aisne i regionen Hauts-de-France i norra Frankrike. Kommunen ligger  i kantonen Neuilly-Saint-Front som ligger i arrondissementet Château-Thierry. År 2022 hade Bonnesvalyn 207 invånare.

## Befolkningsutveckling
Antalet invånare i kommunen Bonnesvalyn
Referens: INSEE